# 西班牙语语法
西班牙語的文法在基本上算是一種屈折語，雖然和拉丁語相較，其語法已較為簡化，但有些部分，尤其動詞的部分，依舊有着相當多的變化，以下是關於西班牙語語法的部分介紹。
西班牙语是一个词形变化语言，其动词潜在地标记了时态、 体、语气、人称和数（最终结果是，每个动词有五十多个變化形式）。名词形式有两个性系统并标记了数。代词可以应射人称、数, 性（包括残留的中性）及格，尽管西班牙语代词系统代表了祖先拉丁语系统的简化。
西班牙语是第一个有语法论文的欧洲本土语言，《卡斯蒂利亚语言语法》, 于1492年由安達魯西亞语言学家安东尼奥·德·内夫里哈编写并由卡斯蒂利亚莎贝拉一世在萨拉曼卡发布。
西班牙皇家语言学院（RAE）传统上规定了西班牙语的规范，以及它的正写法。
半岛西班牙语和美洲西班牙语在敬语的使用中有少许几个显著的区别，学习了一个地区的方言后到另一个地区通常并不难适应另一种敬语形式，尽管发音及语法、词汇有所变化。

## 語序
西班牙語語序如下：
- 基本語序：主詞─動詞─受詞─補語(SVO)，但當受詞為人稱代名詞時，受詞會移至動詞前，變為主詞─受詞─動詞(SOV)的語序。
- 介系詞多為前置詞。
- 形容詞、關係子句等置於其所修飾的名詞後，但指示詞、冠詞和數詞等置於所修飾的名詞前。

## 冠词
西班牙语的冠词分阳阴两性、單複两数，名詞一般要根據其性與數，加上不同的冠詞，如陰性單數的名詞mujer，加冠詞後變作la mujer，其他的依此類推。
|          | 单数 | 单数 | 复数 | 复数 |
| 阳性     | 阴性 | 阳性 | 阴性 |      |
| -------- | ---- | ---- | ---- | ---- |
| 定冠词   | el   | la   | los  | las  |
| 不定冠词 | un   | una  | unos | unas |

## 名词
西班牙语的名词分阳阴两性、单複两数。
一般而言，除了少數例外以外，西班牙語的陰性名詞以-a結尾，陽性名詞以-o結尾，而名詞複數一般在名詞的詞尾加-(e)s標明。

## 代词

### 人称代词
| 数   | 人称     | 主格         | 宾格              | 与格          | 形容词性物主代词 | 名词性物主代词 | 前置词（除con）后      | 共格                            |
| ---- | -------- | ------------ | ----------------- | ------------- | ---------------- | -------------- | ---------------------- | ------------------------------- |
| 单数 | 第一人称 | yo           | me                | me            | mi(s)            | mío/a(s)       | mí                     | conmigo                         |
| 单数 | 第二人称 | tú           | te                | te            | tu(s)            | tuyo/a(s)      | ti                     | contigo                         |
| 单数 | 第三人称 | usted        | se                | se            | su(s)            | suyo/a(s)      | usted                  | con usted                       |
| 单数 | 第三人称 | él/ella/ello | lo/la, se(反身)   | le, se(反身)  | su(s)            | suyo/a(s)      | él/ella/ello, sí(反身) | con él/ella/ello, consigo(反身) |
| 复数 | 第一人称 | nosotros/as  | nos               | nos           | nuestro/a(s)     | nuestro/a(s)   | nosotros/as            | con nosotros/as                 |
| 复数 | 第二人称 | vosotros/as  | os                | os            | vuestro/a(s)     | vuestro/a(s)   | vosotros/as            | con vosotros/as                 |
| 复数 | 第三人称 | ustedes      | se                | se            | su(s)            | suyo/a(s)      | ustedes                | con ustedes                     |
| 复数 | 第三人称 | ellos/ellas  | los/las, se(反身) | les, se(反身) | su(s)            | suyo/a(s)      | ellos/ellas, sí(反身)  | con ellos/ellas, consigo(反身)  |

注：第二人称敬辞“您/您们”（usted/ustedes）在语法上为第三人称。

### 指示代词
|      | 近指  | 近指  | 近指 | 远指(接近听者) | 远指(接近听者) | 远指(接近听者) | 远指     | 远指     | 远指    |
| ---- | ----- | ----- | ---- | -------------- | -------------- | -------------- | -------- | -------- | ------- |
|      | 阴性  | 阳性  | 中性 | 阴性           | 阳性           | 中性           | 阴性     | 阳性     | 中性    |
| 单数 | ésta  | éste  | esto | ésa            | éso            | eso            | aquélla  | aquéllo  | aquello |
| 复数 | éstas | éstos | /    | ésas           | ésos           | /              | aquéllas | aquéllos | /       |

- 注：中性指示代词用来指代说话者不清楚的事物（因为不清楚是什么也就不明阴阳性），或者在说话时指代之前说的许多东西。

### 关系代词
西班牙語用關係代名詞來構造關係子句，其主要的關係代名詞為que，該關係代名詞源自於拉丁語的QVID；此外，西班牙語尚有el cual、quien和donde等關係代名詞存在。

#### Que
Que可用作一切在子句中扮演主詞或直接受詞角色的名詞片語，下為其用例：
- La carta que te envié era larga = 我寄給你的那封信很長(限制性子句，頭詞在關係子句中的角色為直接受詞)
- La carta, que te envié, era larga = 我寄給你的那封信很長(非限制性子句，頭詞在關係子句中的角色為直接受詞)
- La gente que no sabe leer ni escribir se llama analfabeta = 不能讀或寫的人稱作文盲(頭詞在關係子句中的角色為主詞)
- Esa persona, que conozco yo muy bien, no es de fiar = 我很了解的這人是不可信的

##### El que
當頭詞在關係子句中扮演的角色是帶介系詞的名詞片語所指出的角色時，修飾該頭詞的關係代名詞是和冠詞連用的，而這樣的詞組是與頭詞的數與格保持一致的，也因此可得el que、la que、los que、las que和中性的lo que等形式。如下所示(西班牙語的介系詞要和其關係代名詞在一起)：
- Ella es la persona a la que le di el dinero = 她是我給予錢的人。"She is the person [that/whom] I gave the money to" / "She is the person to whom I gave the money"
- Es el camino por el que caminabais = 這是你一直走的那條路

某些人講話時，會將在a、con和de等介系詞後的定冠詞給省略，尤其在頭詞指涉的對象為中性的事物或抽象的事物時。如下所示：
- La aspereza con [la] que la trataba = 他對待她的苛刻
- No tengo nada en [lo] que creer = 我沒有任何相信的東西

在介系詞en後，若沒有要指明確實的方位的話，定冠詞是傾向於省略的：
- Lo hiciste de la misma forma en que lo hizo él = 你用與他做那事相同的方法來做那事
- La casa en que vivo = 我住的房子(和下面那句有差異)
- La casa en la que estoy encerrado = 我在裡面落入陷阱的房子

##### Lo que
lo que和el que在意義上是有些差異的。它常用於表示「⋯⋯的」之類的意味。
- Lo que hiciste era  malo. - 你做的是很差的
- Lo que creí no es correcto. - 我相信的不是對的

將lo que從中斷開並在中間加入形容詞會多少改變其語義：
- Lo importante es que tenemos un hogar. - 重要的是我們有個家
- Lo mejor es que pierdas peso. - 最好的是你的體重減輕了。

#### El cual
el cual這代名詞可取代[el] que的位置。一般而言，它比[el] que還來得更加地正式與強調。應當注意的是，el cual總與冠詞在一起。而它是源自拉丁語的QVALIS的。
它有著如下的形式：el cual、la cual、los cuales、las cuales和中性形的lo cual

##### 主詞與直接受詞的狀況
它可在正式、強調的情境下取代que，通常用於非限制性的子句，並用作當頭詞在子句中的角色為主詞或直接受詞時指出的角色。由於此關代會根據性與數變化的特性，使其能更清楚地指出被修飾的對象為何。它不能用於限制性的子句這點也能讓人清楚地知道說話者不打算將關係子句用於縮限可能的範圍。下為其用例：
- Los niños y sus madres, las cuales eran de Valencia, me impresionaron = 那些小孩和他們的母親，她們(只指母親)來自瓦倫西亞，使我留下了印象(若此句用los cuales的話，會讓關係子句修飾的對象變為「Los niños y sus madres」，而非「其母親(sus madres)」而已。)

當頭詞在子句中扮演直接受詞的角色、頭詞指稱者為「人類」，且子句中之動詞要求當受詞指「人類時」需用介系詞a才行的情況時，此關代亦需使用該介系詞。如下所示：
- Esa persona, a la cual conozco yo muy bien, no es de fiar = 我很了解的這人是不可信的

##### 介系詞受詞的狀況
它可在正式、強調的情境下取代el que，通常用於非定義性的子句，並用作當頭詞在子句中的角色為介系詞受詞指出的角色(包括介系詞a指出的角色)時的關係代名詞。這主要出現於三種狀況中：
首先，它可純粹用作某種講話的風格。這在西班牙語中在使用上是很謹慎小心的，而西班牙語的外語使用者當避免故度使用之。
- Es el asunto al cual se refería Vd. = 這是你所指涉的那件事。

在更加日常的話語風格中，上句的含意可能會用如下的方法來表達：
- Es el asunto al que te referías = 這是你所指涉的那件事。

再者，西班牙語的使用者較偏好在多於一個音節的一些詞(如para、contra、entre、mediante等)後，或在介系詞片語(如a pesar de、debajo de、a causa de、frente a、en virtud de、gracias a、por consecuencia de等)後方使用el cual。如下所示：
- Un régimen bajo el cual es imposible vivir = 難以根據其內容生活的規定
- Estas cláusulas, sin perjuicio de las cuales... = 這些條款，雖然它們‧‧‧

第三，當頭詞和子句間有其他東西將之分開時，el cual也是較傾向使用的，中間插入的詞越多，就越傾向使用el cual。如下所示：
- Es un billete con el que se puede viajar [...] pero por el cual se paga sólo 2€ = 這是張你可用之旅行的票，[...(中略)]但你只需支付€2。

#### Quien
quien源自拉丁語的QVEM，QVEM其為QVIS的賓格形。
它亦可在一些情境下取代[el] que，且它只能用在頭詞指稱者為人的狀況下。
它不隨性做變化，且開始時亦不隨數做變化，然因對其他單詞的類推的結果，其眾數形quienes由是生焉，而用於眾數形頭詞上的Quien也因此成了古老的、非標準的用法。

##### 主詞的狀況
它可用在頭詞在子句中扮演主詞角色的狀況下。在此情況，它被認為是正式且多半只用於非限制性子句的用法。
和el cual不同的是，它不表明頭詞的性，但它表明頭詞的數，且表明其修飾的對象為指人的名詞。如下所示：
- Los niños con sus mochilas, quienes eran de Valencia, me impresionaron = 那些來自瓦倫西亞、與著其背包的小朋友使我留下了印象(使用quienes清楚地表明子句修飾的對象為los niños，若用Que的話，子句修飾的對象就有可能是mochilas、los niños或Los niños con sus mochilas；而用Los cuales時，子句修飾的對象有可能是los niños或Los niños con sus mochilas；而若用Las cuales的話，修飾的對象就是mochilas)

##### 介系詞的受詞
Quien特別常用於在非限制性子句指涉介系詞的受詞時，但亦可用於限制性子句中：
- Ella es la persona a quien le di el dinero = 她是我給錢的那個人
- Kyon, gracias a quien tengo el dinero, es muy generoso = 使我有錢的阿虛他是非常康慨的。

#### Donde、a donde、como與cuando等
拉丁語中意即「從哪」的詞演變為onde，而onde失去了「從」的語義，只是「哪」的含意。因此若要講「從哪」的話，就要加上介系詞de，而這演變出了d'onde。之後，此詞的含意又再一次地演變，並到了最後只是「哪」的含意，因此它又需與介系詞連用。因此現今有donde(意即「哪」)、a donde(意即「到哪」)等的形式。這就表示，就詞源學來看，de donde本身是個「累贅」的形式，而a donde則多少有「矛盾」的含意。
這趨勢至今還在持續，口語中ande(源自a donde)的形式常用以意指「哪」。
在拉迪諾語語中，onde依舊被使用，而donde在拉迪諾語中依舊意味著「從哪」；此外在拉丁美洲孤立的社區或鄉村地區也依舊保留著這樣的用法。
Como源自意為「如何」的詞QVOMODO，而這詞又是QVID MODVS(意即「什麼方法？」)的奪格形。
Cuando源自意為「何時」的詞QVANDO

##### 方位與動向
Donde在指涉方位時可取代其他的關係代名詞。
在意圖指稱移動方向時，Adonde是可用的變體之一。
- El lugar en que / en el que / en el cual / donde estoy = 我在的地方
- Voy a[l lugar] donde está él = Voy al lugar en el que está él = 我正要去他在的地方
- Iré [al lugar] adonde me lleven = Iré al lugar al que me lleven = 我會去任何他們要帶我去的地方

##### 方法
在指明方法時，Como可取代其他的關係代名詞：
- La forma/manera en que / en la que / como reaccionaste = 你反應的方式(En que在此情況是最常用亦最自然的，但como在此也是可用的的。)

要注意的是，因某些理由，有mismo的狀況傾向於和que連用：
- Lo dijo del mismo modo que lo dije yo = 她用和我說的一樣的方法來說

##### 時間
在指涉時間時，用語者傾向以Cuando取代其他的關係代名詞，且通常將之用於非限制性子句。
非限制性子句：
- En agosto, cuando la gente tiene vacaciones, la ciudad estará vacía = 在八月人們去渡假的時候，這城鎮將會空無一人。

限制性子句：
- Sólo salgo los días [en] que no trabajo = 我只會在我不工作的時候出去。

當注意的是，que或至多en que是用於指涉時間的限制性關係子句上的。en el que和cuando在這種狀況下的使用較少見。

#### Cuyo
"Cuyo"是西班牙語中，用於指涉領屬時的關係代名詞，類似英語的whose。Cuyo會根據其後的名詞的性與數做變化(也就是其陽性眾數形為cuyos、陰性單數行為cuya，而陰性眾數形為cuyas這樣) 。下為其例：
- Katsuragi Keima es un estudiante cuyas calificaciones son siempre buenas. = 桂木桂馬是個成績總是很好的學生。

從上例中，可看出cuyo變為cuyas，以和其後陰性眾數的名詞calificaciones的性與數保持一致。
在古西班牙語中曾一度存在的、與其相對應的疑問詞形式cúyo、cúyas和 cúyos等，已不再使用。
習慣上cuyo用於正式的言語中。而Katsuragi Keima es un estudiante que tiene unas calificaciones siempre buenas.這樣迂迴說明的形式是更為常見的。
Cuyo源自CVIVS，其為QVI的屬格形。

#### 關係代名詞與疑問代名詞的一些註解
人稱代名詞常有某些相應的疑問代名詞的形式。如下所示：
"¿Qué es esto?" - "這是什麼？"
"Ese es el libro que me diste." - 這是你給我的那本書
在第二行中，que用以協助回答Qué所問的事物，也就是「這」的定義為何。
下為疑問代名詞和其相對應的關係代名詞對照：
- Qué - 意即「什麼」，其相對應的關係代名詞形為que
- Quién - 意即「誰」，其相對應的關係代名詞形為quien
- A quién - 意即「誰」，其相對應的關係代名詞形為a quien
- De quién - 意即「誰的」，其相對應的關係代名詞形為cuyo

### 疑问代词
| 处所  | 方式 | 时间   | 人物  | 事物 | 哪一个 |
| ----- | ---- | ------ | ----- | ---- | ------ |
| dónde | cómo | cuándo | quién | qué  | cuál   |

## 形容词

### 属格形容词
物主形容词可以表示所属关系。
非重读物主形容词
1.非重读物主形容词置于名词之前，与其保持数的一致，不加冠词。
2.非重读物主形容词不重读。
3.（前置词de 和a在和阳性单数定冠词el连用时，使用缩合形式del和al）。
|          | 单数                     | 复数                       |
| -------- | ------------------------ | -------------------------- |
| 第一人稱 | mi, mis 我的             | nuestro, nuestros 我们的   |
|          |                          | nuestra, nuestras          |
| 第二人稱 | tu, tus 你的             | vuestro, vuestros 你们的   |
|          |                          | vuestra, vuestras          |
| 第三人稱 | su, sus 他（她）的，您的 | su, sus 他（她）们的，您们 |

重读物主代词
1.重读物主代词置于名词之后，与其所修饰的名词保持性、数一致。
2.与带冠词的名词连用。
3.与不带冠词的名词连用。
4.在结构句中作表语。
|          | 单数                         | 复数                           |
| -------- | ---------------------------- | ------------------------------ |
| 第一人稱 | mío, míos 我的               | nuestro, nuestros 我们的       |
|          | mía, mías                    | nuestra, nuestras              |
| 第二人稱 | tuyo, tuyos 你的             | vuestro, vuestros 你们的       |
|          | tuya, tuyas                  | vuestra, vuestras              |
| 第三人稱 | suyo, suyos 他（她）的，您的 | suyo, suyos 他（她）们的，您们 |
|          | suya, suyas                  | suya, suyas                    |

## 介词
- sobre 上面、上边
- debajo 下面、下边

西班牙语有相对大量的介词，而且不用后置。如下的列表为传统介词：
A, ante, bajo, cabe, con, contra, de, desde, durante, en, entre, hacia, hasta, mediante, para, por, pro, según, sin, so, sobre, tras.
现在，有两个新的介词被加入，"durante" and "mediante"。通常在最后。
这个列表中有两个古老的介词(so and cabe)，但是被两个新的拉丁词汇代替(vía and pro)
介词在西班牙语中不会改变动词的意思。例如英语中to translate有很多意思用一个词组表示。但是在西班牙语种必须用不同的词来表示，而且不是简单用一个词来组合西班牙语介词来实现。

## 连词
- y (e) 和、与
- o (u) 或
- pero 但、不过
- sino 如果没有，如果不是
- si 假如、如果，要是
- porque 因为
- cuando 当

## 动词
参看：西班牙语动词